# 피아노 뚜껑 위의 브래지어가 아무렇지도 않나요?
"피아노 뚜껑 위의 브래지어가 아무렇지도 않나요?"(Don't Even Touch My Bra!)는 한국에서 제작된 김서진 감독의 2005년 영화이다. 배선희 등이 주연으로 출연하였다.

## 출연

### 주연
- 배선희